# Lautaro Martínez
Lautaro Javier Martínez (n. 22 august 1997, Bahía Blanca, Buenos Aires, Argentina) este un fotbalist argentinian, care joacă pe post de atacant la Inter Milano din Serie A. Pe plan internațional, are prezențe la națională pentru Argentina.

## Statistici

### Club
La meciul jucat pe 31 mai 2025.
| Club                  | Sezon         | Campionat        | Campionat | Campionat | Cupă1   | Cupă1  | Continental2 | Continental2 | Alte competiții2 | Alte competiții2 | Total   | Total  |
| Club                  | Sezon         | Divizie          | Meciuri   | Goluri    | Meciuri | Goluri | Meciuri      | Goluri       | Meciuri          | Goluri           | Meciuri | Goluri |
| --------------------- | ------------- | ---------------- | --------- | --------- | ------- | ------ | ------------ | ------------ | ---------------- | ---------------- | ------- | ------ |
| Racing Club           | 2015          | Primera División | 1         | 0         | 0       | 0      | 0            | 0            | —                | —                | 1       | 0      |
| Racing Club           | 2016          | Primera División | 3         | 0         | 1       | 0      | 0            | 0            | —                | —                | 4       | 0      |
| Racing Club           | 2016–17       | Primera División | 23        | 9         | 0       | 0      | 5            | 0            | —                | —                | 28      | 9      |
| Racing Club           | 2017–18       | Primera División | 21        | 13        | 0       | 0      | 6            | 5            | —                | —                | 27      | 18     |
| Racing Club           | Total         | Total            | 48        | 22        | 1       | 0      | 11           | 5            | —                | —                | 60      | 27     |
| Internazionale Milano | 2018–19       | Serie A          | 27        | 6         | 2       | 2      | 6            | 1            | —                | —                | 35      | 9      |
| Internazionale Milano | 2019–20       | Serie A          | 35        | 14        | 3       | 0      | 11           | 7            | —                | —                | 49      | 21     |
| Internazionale Milano | 2020–21       | Serie A          | 38        | 17        | 4       | 1      | 6            | 1            | —                | —                | 48      | 19     |
| Internazionale Milano | 2021–22       | Serie A          | 35        | 21        | 5       | 2      | 8            | 1            | 1                | 1                | 49      | 25     |
| Internazionale Milano | 2022–23       | Serie A          | 38        | 21        | 5       | 3      | 13           | 3            | 1                | 1                | 57      | 28     |
| Internazionale Milano | 2023–24       | Serie A          | 33        | 24        | 1       | 0      | 8            | 2            | 2                | 1                | 44      | 27     |
| Internazionale Milano | 2024–25       | Serie A          | 31        | 12        | 2       | 0      | 14           | 9            | 2                | 1                | 49      | 22     |
| Internazionale Milano | Total         | Total            | 237       | 115       | 22      | 8      | 66           | 24           | 6                | 4                | 331     | 151    |
| Total carieră         | Total carieră | Total carieră    | 284       | 137       | 25      | 8      | 77           | 29           | 6                | 4                | 393     | 178    |

1. ↑  Apariții în Copa Sudamericana
2. ↑  Apariții în Copa Libertadores
3. ↑  Trei apariții în UEFA Champions League, trei apariții și un gol în UEFA Europa League
4. ↑  Șase apariții și cinci goluri în UEFA Champions League, cinci apariții și două goluri în UEFA Europa League
5. 1 2 3 4 5  Apariții în UEFA Champions League
6. 1 2 3 4  Apariții în Supercoppa Italiana

### Goluri internaționale
| Gol | Dată               | Arenă                                                                | Adversar   | Scor | Rezultat final | Competiție                            |
| --- | ------------------ | -------------------------------------------------------------------- | ---------- | ---- | -------------- | ------------------------------------- |
| 1   | 11 octombrie 2018  | Prince Faisal bin Fahd Stadium, Riyadh, Arabia Saudită               | Irak       | 1–0  | 4–0            | Amical                                |
| 2   | 22 martie 2019     | Wanda Metropolitano, Madrid, Spania                                  | Venezuela  | 1–2  | 1–3            | Amical                                |
| 3   | 7 iunie 2019       | Estadio San Juan del Bicentenario, San Juan, Argentina               | Nicaragua  | 3–1  | 5–1            | Amical                                |
| 4   | 7 iunie 2019       | Estadio San Juan del Bicentenario, San Juan, Argentina               | Nicaragua  | 4–1  | 5–1            | Amical                                |
| 5   | 23 iunie 2019      | Arena do Grêmio, Porto Alegre, Brazilia                              | Qatar      | 1–0  | 2–0            | Copa América 2019                     |
| 6   | 28 iunie 2019      | Estádio do Maracanã, Rio de Janeiro, Brazilia                        | Venezuela  | 1–0  | 2–0            | Copa América 2019                     |
| 7   | 10 septembrie 2019 | Alamodome, San Antonio, Statele Unite                                | Mexic      | 1–0  | 4–0            | Amical                                |
| 8   | 10 septembrie 2019 | Alamodome, San Antonio, Statele Unite                                | Mexic      | 2–0  | 4–0            | Amical                                |
| 9   | 10 septembrie 2019 | Alamodome, San Antonio, Statele Unite                                | Mexic      | 4–0  | 4–0            | Amical                                |
| 10  | 13 octombrie 2020  | Hernando Siles, La Paz, Bolivia                                      | Bolivia    | 1–1  | 2–1            | Calificarea Cupei Mondiale FIFA 2022  |
| 11  | 17 noiembrie 2020  | Estadio Nacional del Perú, Lima, Peru                                | Peru       | 2–0  | 2–0            | Calificare la Cupa Mondială FIFA 2022 |
| 12  | 28 iunie 2021      | Arena Pantanal, Cuiabá, Brazilia                                     | Bolivia    | 4–1  | 4–1            | Copa América 2021                     |
| 13  | 3 iulie 2021       | Estádio Olímpico Pedro Ludovico, Goiânia, Brazilia                   | Ecuador    | 2–0  | 3–0            | Copa América 2021                     |
| 14  | 6 iulie 2021       | Estádio Nacional Mané Garrincha, Brasília, Brazilia                  | Columbia   | 1–0  | 1–1            | Copa América 2021                     |
| 15  | 2 septembrie 2021  | Estadio Olímpico de la UCV, Caracas, Venezuela                       | Venezuela  | 1–0  | 3–1            | Calificarea Cupei Mondiale FIFA 2022  |
| 16  | 10 octombrie 2021  | Estadio Monumental Antonio Vespucio Liberti, Buenos Aires, Argentina | Uruguay    | 3–0  | 3–0            | Calificare la Cupa Mondială FIFA 2022 |
| 17  | 14 octombrie 2021  | Estadio Monumental Antonio Vespucio Liberti, Buenos Aires, Argentina | Peru       | 1–0  | 1–0            | Calificare la Cupa Mondială FIFA 2022 |
| 18  | 27 ianuarie 2022   | Estadio Zorros del Desierto, Calama, Chile                           | Chile      | 2–1  | 2–1            | Calificare la Cupa Mondială FIFA 2022 |
| 19  | 1 februarie 2022   | Estadio Mario Alberto Kempes, Córdoba, Argentina                     | Columbia   | 1–0  | 1–0            | Calificare la Cupa Mondială FIFA 2022 |
| 20  | 1 iunie 2022       | Stadionul Wembley, Londra, Anglia                                    | Italia     | 1–0  | 3–0            | Finalissima 2022                      |
| 21  | 23 septembrie 2022 | Stadionul Hard Rock, Miami Gardens, Statele Unite                    | Honduras   | 1–0  | 3–0            | Amical                                |
| 22  | 26 martie 2024     | Los Angeles Memorial Coliseum, Los Angeles, Statele Unite            | Costa Rica | 3–1  | 3–1            | Amical                                |
| 23  | 14 iunie 2024      | Commanders Field, Landover, Statele Unite                            | Guatemala  | 2–1  | 4–1            | Amical                                |
| 24  | 14 iunie 2024      | Commanders Field, Landover, Statele Unite                            | Guatemala  | 3–1  | 4–1            | Amical                                |
| 25  | 20 iunie 2024      | Stadionul Mercedes-Benz, Atlanta, Statele Unite                      | Canada     | 2–0  | 2–0            | Copa América 2024                     |
| 26  | 25 iunie 2024      | Stadionul MetLife, East Rutherford, Statele Unite                    | Chile      | 1–0  | 1–0            | Copa América 2024                     |
| 27  | 29 iunie 2024      | Stadionul Hard Rock, Miami Gardens, Statele Unite                    | Peru       | 1–0  | 2–0            | Copa América 2024                     |
| 28  | 29 iunie 2024      | Stadionul Hard Rock, Miami Gardens, Statele Unite                    | Peru       | 2–0  | 2–0            | Copa América 2024                     |
| 29  | 14 iulie 2024      | Stadionul Hard Rock, Miami Gardens, Statele Unite                    | Columbia   | 1–0  | 1–0 d.p.       | Copa América 2024                     |
| 30  | 15 octombrie 2024  | Estadio Monumental, Buenos Aires, Argentina                          | Bolivia    | 2–0  | 6–0            | Calificarea Cupei Mondiale FIFA 2026  |
| 31  | 14 noiembrie 2024  | Estadio Defensores del Chaco, Asunción, Paraguay                     | Paraguay   | 1–0  | 1–2            | Calificare la Cupa Mondială FIFA 2026 |
| 32  | 19 noiembrie 2024  | La Bombonera, Buenos Aires, Argentina                                | Peru       | 1–0  | 1–0            | Calificare la Cupa Mondială FIFA 2026 |